# Nicole (Lothringen)

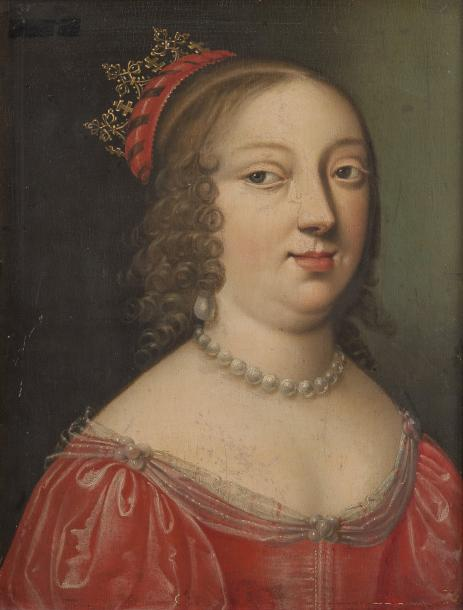
Nicole von Lothringen, um 1625

Nicole (* 3. Oktober 1608 in Nancy; † 2. Februar 1657 in Paris) war Herzogin von Lothringen und Bar vom 1. August 1624 bis zum 21. November 1625. Sie war die Tochter von Herzog Heinrich II. und Margarita Gonzaga.

## Biografie
Da ihr Vater keine Söhne hatte, beabsichtigte er, das Herzogtum Nicole zu hinterlassen, was im Widerspruch zum Testament seines Vorgängers, Herzog René II. stand, in dem die männliche Erbfolge vorgeschrieben wurde. Sein Neffe Karl von Vaudémont, Sohn seines Bruders Franz von Vaudémont, beanspruchte folglich die Nachfolge für sich. Nach Verhandlungen einigte man sich darauf, Nicole und Karl miteinander zu verheiraten; die Ehe wurde am 23. Mai 1621 geschlossen und blieb kinderlos. Bevor Heinrich II. diese Lösung akzeptierte, hatte er versucht, einen seiner Favoriten, Louis de Guise, baron d’Ancerville, einen außerehelichen Angehörigen des Hauses Guise, zum Ehemann Nicoles zu machen, war mit diesem Vorhaben jedoch am Widerstand des lothringischen Adels gescheitert (Louis wurde dann mit Henriette von Vaudémont, einer Nichte Heinrichs, sowie dem Titel eines Fürsten von Pfalzburg und Lixheim, „entschädigt“).
Nicoles Situation wurde mit dem Tod ihres Vaters am 31. Juli 1624 kompliziert. Heinrichs letzte Bestimmungen legten fest, dass Karl von Vaudémont lediglich als Ehemann Nicoles (iure uxoris) Herzog werden könne. Im November 1625 jedoch trat Franz von Vaudémont vor die lothringischen Generalstände, beanspruchte das Herzogtum für sich und bekam es am 21. November 1625 auch zugesprochen. Fünf Tage später trat er zugunsten Karls zurück, der nunmehr seine Frau zur Seite gedrängt hatte und als alleiniger Herzog aus eigenem Recht handelte. 1631 dann versuchte Karl IV., seine Ehe für ungültig erklären zu lassen, indem er den Priester Melchior de la Vallée, der Nicole getauft hatte, wegen Zauberei anklagen ließ. 1634 war Nicole das einzige Mitglied der herzoglichen Familie, das nach der Invasion der Franzosen im Herzogtum blieb. Sie wurde festgenommen und am 21. April 1634 nach Fontainebleau gebracht. 1635 trennte sich Karl von ihr unter dem Vorwand, dass er bei der Eheschließung nicht aus freiem Willen gehandelt habe, jedoch verweigerte ihm der Papst auch jetzt die Annullierung der Ehe. Nicole verbrachte ihre letzten Jahre in Paris, wo sie am 2. Februar 1657 starb.